# Landschaftsbeirat

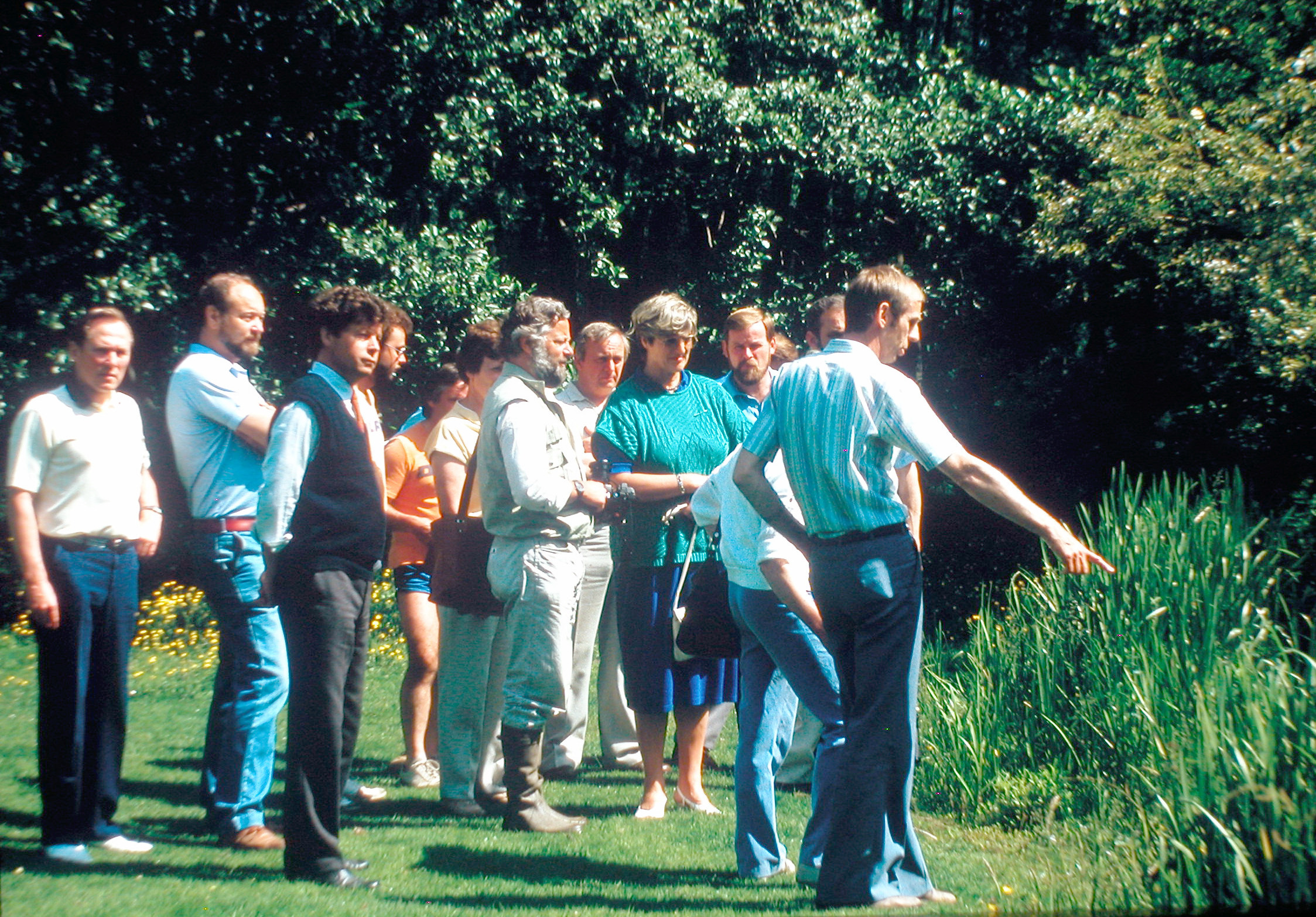
Der Landschaftsbeirat der Stadt Mülheim an der Ruhr im Einsatz bei der Einrichtung des Naturschutzgebietes Kocks Loch, 1985. Im grünen Pulli die Oberbürgermeisterin Eleonore Güllenstern

Landschaftsbeirat war 1975 bis 2016 die Bezeichnung für die Beiräte bei den Landschaftsbehörden in Nordrhein-Westfalen (NRW). Die Beiräte waren gemäß § 1 Abs. 1 Landschaftsgesetz zur unabhängigen Vertretung der Belange von Natur und Landschaft gebildet. Die Mitglieder waren ehrenamtlich für die Körperschaften tätig, bei denen die Beiräte eingerichtet sind. Die Beiräte und deren Mitglieder waren nicht an Weisungen und Richtlinien der Landschaftsbehörde gebunden. Sie sollten im Interesse der gemeinsamen Sache auf eine gute und vertrauensvolle Zusammenarbeit zwischen Beirat und Landschaftsbehörde hinwirken. Als 2016 in NRW ein neues Landesnaturschutzgesetz gültig wurden, kam es zur Umbenennung der Beiräten in Naturschutzbeirat, wie in anderen Bundesländern üblich.

## Aufgaben
Das Landschaftsgesetz nannte allgemein ff. Aufgaben: 
Die Beiräte sollen bei Schutz, Pflege und Entwicklung der Landschaft mitwirken und dazu
- den zuständigen Behörden und Stellen Vorschläge und Anregungen unterbreiten,
- der Öffentlichkeit die Absichten und Ziele von Landschaftspflege und Naturschutz vermitteln,
- Fehlentwicklungen in der Landschaft entgegenwirken.

Als Befugnisse der Beiräte der unteren Landschaftsbehörden nennt das Landschaftsgesetz: 
- das Vorschlagsrecht für die Landschaftswacht (§ 13 Abs. 1 LG),
- die enge Zusammenarbeit mit dem Kreis oder der kreisfreien Stadt bei der Aufstellung der Landschaftspläne (§ 27 a LG) und
- das Widerspruchsrecht bei Anträgen auf Befreiungen von natur- und landschaftsschutzrechtlichen Geboten und Verboten im Sinne von § 69 Abs. 1 Satz 3 LG.

In diesem Sinne dürfen die Landschaftsbeiräte auch mit anderen Behörden und Interessenvertretern Kontakt aufnehmen, auch Informationen an die Presse, Rundfunk und Fernsehen weitergeben, jedoch nicht ohne vorherige Information ihrer Landschaftsbehörde. Umgekehrt sollen auch alle Informationen über Ansprüche und beabsichtigte Eingriffe in die Landschaft ihres Zuständigkeitsbereiches frühzeitig an die Beiräte herangetragen werden. Die Beiräte haben – im Gegensatz zu den kommunalen Parlamenten – keine Weisungsbefugnis.
Beiräte werden für die unteren, höheren und obersten Landschaftsbehörden eingerichtet. Entsprechend den Zuständigkeiten dieser Behörden sind auch die Zuständigkeiten der Beiräte. Für Maßnahmen mit rein örtlicher Bedeutung, zum Beispiel Pflegemaßnahmen im kommunalen Bereich, sind allein die Beiräte der unteren Landschaftsbehörden zuständig. Es besteht also keine Hierarchie zwischen den Beiräten. Die Zuständigkeiten der Behörden und entsprechend die der Beiräte sind minutiös im Landschaftsgesetz im Einzelnen aufgeführt. Die Tätigkeit der Beiräte ist nicht nur auf Reaktionen beschränkt, die Beiräte können auch von sich aus Themen aufgreifen, die ihnen notwendig erscheinen.

## Zusammensetzung
In den Beiräten sind die Interessengruppen vertreten, die die Landschaft nutzen oder Ansprüche an die Gestaltung oder den Schutz der Landschaft haben. Hierzu gehören Vertreter der Land- und Forstwirtschaft, der Angler und Jäger, der Sportvereine und insbesondere der Naturschutzverbände (z. B. BUND). Auf Vorschlag dieser Interessengruppen werden die Mitglieder von den Vertretungskörperschaften (Beirat bei der unteren Landschaftsbehörde) bzw. der zuständigen Behörde gewählt. Die Mitglieder wählen einen Vorsitzenden, der den Beirat nach außen vertritt. Die Sitzungen der Beiräte sind öffentlich.